# Aktedrilus mediterraneus
Aktedrilus mediterraneus är en ringmaskart som först beskrevs av Erséus 1980.  Aktedrilus mediterraneus ingår i släktet Aktedrilus och familjen glattmaskar. Inga underarter finns listade i Catalogue of Life.